# Gather Ye Rosebuds While Ye May
Gather Ye Rosebuds While Ye May es un óleo sobre lienzo creado en 1909 por el artista británico prerrafaelita, John William Waterhouse. Fue el segundo de los dos cuadros inspirados en el poema del siglo XVII "To the Virgins, to Make Much of Time", obra de Robert Herrick, y que comienza:

Gather ye rosebuds while ye may,

Old Time is still a-flying;

And this same flower that smiles today,

Tomorrow will be dying.

Traducido al español

Coged las rosas mientras podáis;

veloz el tiempo vuela.

La misma flor que hoy admiráis,

mañana morirá.

La obra fue valorada en 2.5 millones de dólares por Sotheby's previamente a la subasta de abril de 2007. Sin embargo, el cuadro no fue vendido.